# Rantemario
Le Rantemario (en indonésien : Bulu Rantemario, nom du sommet) ou Latimojong (Gunung Latimojong, nom du massif) est une montagne située dans la province du Sulawesi du Sud en Indonésie. Avec une altitude de 3 478 mètres, c'est le point culminant de l'île de Célèbes.

## Filmographie
- Indonésie : le mont Rantemario, film de Jean-Michel Vennemani (France, 2009, 43 min)[2]